# Télégraphe de Foy et Breguet

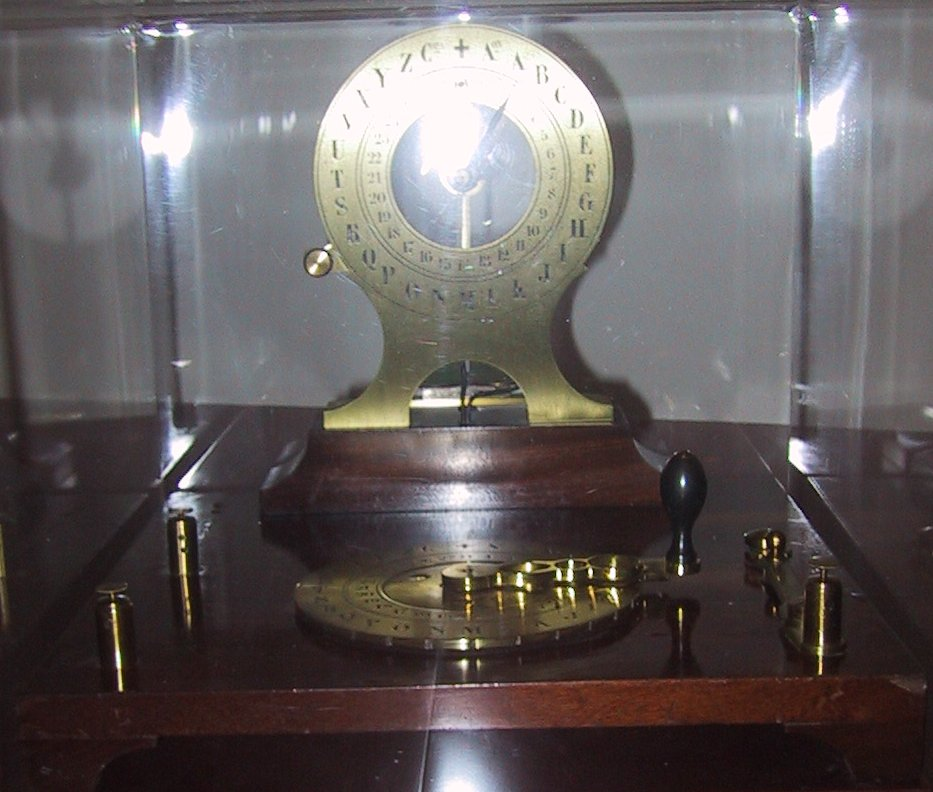
Un télégraphe de Foy et Breguet de 1844, collection historique de France Télécom, musée des télécommunications de Pleumeur-Bodou, France.

Le télégraphe de Foy et Breguet, également appelé le télégraphe français, est un télégraphe électrique de type télégraphe à aiguilles développé par Louis Breguet et Alphonse Foy dans les années 1840 pour une utilisation en France. Le système utilise des instruments à deux aiguilles qui présentent un affichage utilisant le même code que celui du télégraphe optique de Claude Chappe. Celui-ci étant largement utilisé en France par le gouvernement, cet arrangement lui plaît car il n'était pas nécessaire de renouveler les opérateurs.
La plupart des systèmes télégraphiques à aiguilles déplacent les aiguilles au moyen d'un électroaimant actionné par l'énergie de la batterie appliquée à la ligne à l'extrémité émettrice. Le télégraphe de Foy et Breguet utilise lui aussi des électroaimants, mais ceux-ci n'entraînent pas directement l'aiguille. Au lieu de cela, ils actionnent le cran d'un mécanisme d'horlogerie qui permet à l'aiguille de se déplacer d'une position à la fois.
Le télégraphe Chappe existe dans d'autres pays, mais aucun autre que la France n'a essayé de reproduire le télégraphe Chappe, ou tout autre télégraphe optique, en tant que télégraphe électrique. En général, chaque système télégraphique électrique dispose d'un nouveau code développé spécifiquement pour lui. Cela pose des problèmes pour les communications internationales et, en 1855, la France abandonne le télégraphe de Foy et Breguet au profit du télégraphe Morse pour s'aligner sur l'Union télégraphique germano-autrichienne. Les nombreux pays d'Europe centrale membres de cette union adoptent eux aussi le système Morse pour une meilleure interopérabilité.

## Développement

### En France
La première tentative d'introduction du télégraphe électrique en France est faite par Samuel Morse en 1838. Il fait une démonstration de son système devant l'Académie des sciences française et soumissionne pour le contrat d'installation d'un télégraphe le long de la ligne du chemin de fer Paris - Saint-Germain-en-Laye. Cependant, le gouvernement français décide qu'il ne veut pas confier la construction de lignes télégraphiques à des entreprises privées : l'exploitation privée des systèmes télégraphiques est illégale en France depuis 1837 et toutes les infrastructures télégraphiques sont détenues et exploitées par l'État. Le télégraphe électrique ne peut démarrer en France que si le gouvernement le parraine. La France possède le système de télégraphe optique le plus étendu de tous les pays, développé à des fins militaires par Claude Chappe pendant les périodes révolutionnaire et napoléonienne. De solides arguments sont avancés pour justifier la supériorité des télégraphes optiques sur les télégraphes électriques : la principale de ces raisons est que les systèmes électriques sont vulnérables aux attaques des saboteurs. Dans un système optique, seules les stations télégraphiques doivent être défendues. Un système électrique est impossible à défendre sur ses centaines de kilomètres de fils exposés.

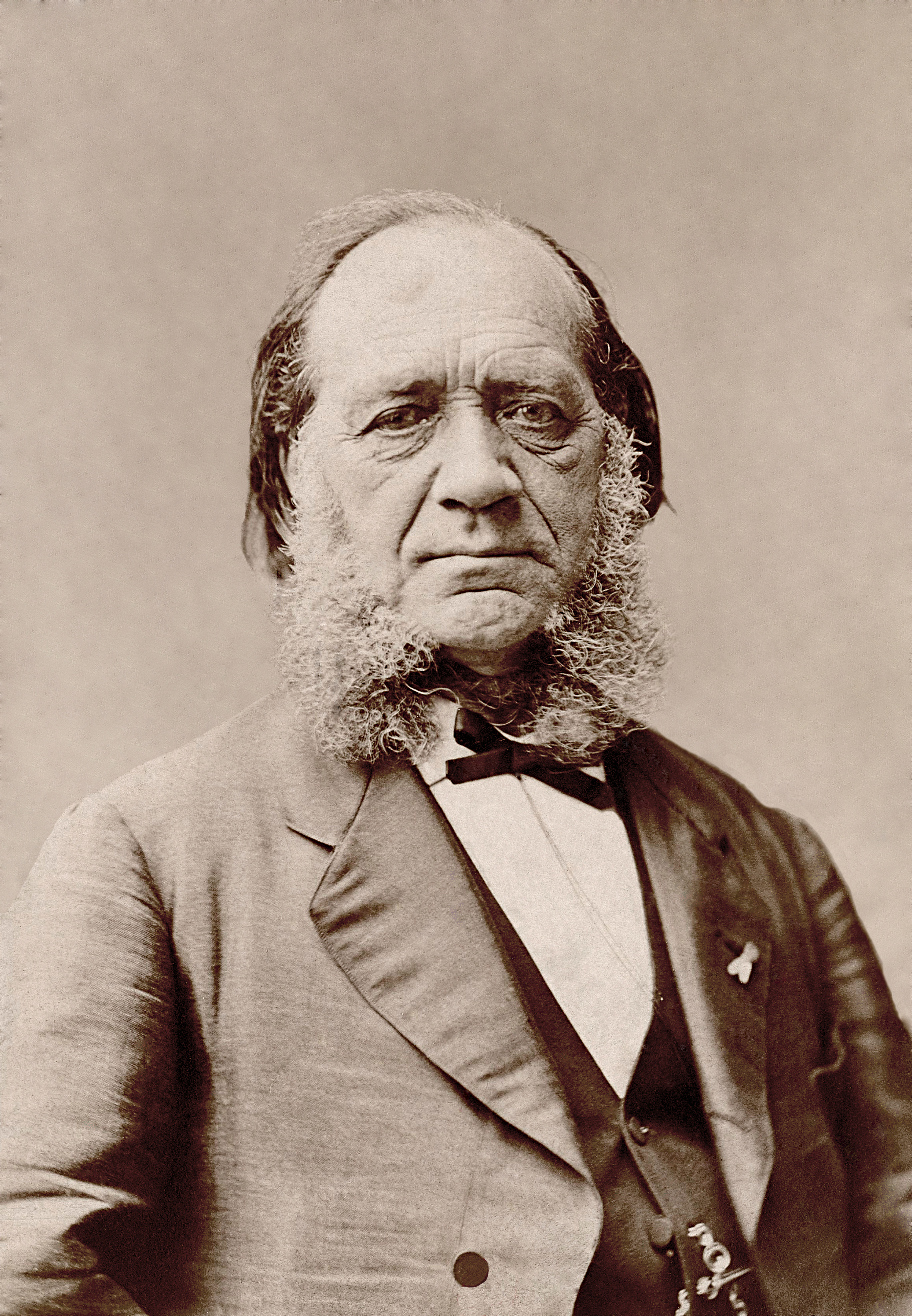
Louis Breguet, par Nadar (vers 1880).

Alphonse Foy, l'administrateur en chef des télégraphes français, a une autre objection au système Morse. Il pense que ses télégraphistes analphabètes ne seraient pas facilement capables d'apprendre le code Morse. Cependant, il ne rejette pas entièrement le télégraphe électrique. Après le rejet du système Morse en 1839, Foy étudie le télégraphe de Cooke et Wheatstone utilisé en Angleterre. Il se rend compte que les écrans télégraphiques à aiguilles utilisés par ce système peuvent être adaptés pour afficher les symboles du télégraphe optique français. Il demande alors à Louis Breguet de concevoir un tel système. Il est testé pour la première fois sur la ligne Paris Saint-Cloud - Versailles en 1842.
Le financement d'un télégraphe électrique est approuvé en 1844. Foy précise que le nouveau télégraphe doit présenter le même affichage que le télégraphe Chappe afin d'éviter le recyclage des opérateurs. Pour ce faire, l'affichage doit comporter trois parties mobiles : le télégraphe Chappe a une barre transversale pivotante (le régulateur) avec deux bras mobiles (les indicateurs), un à chaque extrémité du régulateur. Un projet répondant à cette exigence est soumis par Pierre-Antoine Joseph Dujardin. Mis en œuvre comme un télégraphe à aiguilles, le dispositif nécessite trois aiguilles mobiles, qui à leur tour nécessitaient trois fils de signalisation. Les fils représentaient une part importante du coût de l'installation ; le système Morse, par exemple, ne nécessitait qu'un seul fil.

Le code du télégraphe de Foy et Breguet.

En mai 1845, Foy fait un essai comparatif entre les systèmes Dujardin, Breguet et Cooke-Wheatstone sur la ligne Paris - Rouen : Foy rejette le système Dujardin au profit de celui de Breguet, bien que le système Dujardin imite plus complètement le système Chappe que celui de Breguet. La conception de Breguet ne nécessite que deux fils de signalisation, mais au prix de n'avoir que deux aiguilles mobiles. Celles-ci représentent les indicateurs du système Chappe. Le régulateur est simplement une marque sur la face de l'instrument, et non une pièce mobile — il est en permanence en position horizontale. L'inconvénient de ce système est qu'il réduit considérablement la plage de code disponible, ce qui a un impact sur la vitesse à laquelle un message peut être transmis.
Le refus est peut-être dû à une raison économique, ou à une meilleure accointance entre Breguet et Foy : Breguet a une longue histoire de collaboration avec le télégraphe français. Son grand-père, Abraham Breguet, horloger, avait travaillé avec Chappe à la conception du télégraphe optique et Louis a hérité de l'entreprise. Le système Chappe utilise un grand livre de codes contenant des milliers d'expressions et de phrases prédéterminées. 92 points de code sont utilisés pour spécifier la ligne et la page du livre de codes). Il y a eu quelques tentatives initiales d'utiliser un livre de codes réduit sur le système de Foy et Breguet, mais elles ont été rapidement abandonnées au profit d'un code purement alphabétique.

### Dans d'autres pays
De nombreux autres pays européens ont installé des télégraphes optiques. Napoléon a étendu le système Chappe aux territoires conquis. Ainsi, d'autres pays développent leurs propres systèmes, mais aucun n'est aussi étendu que celui de la France. Seul le système d'Abraham Niclas Edelcrantz (en) en Suède s'en rapproche. Par conséquent, les autres nations n'ont pas un désir aussi fort de rétrocompatibilité que la France et peuvent ainsi passer au télégraphe électrique plus tôt. La France est la seule à exiger que le télégraphe électrique imite le télégraphe optique.

## Fonctionnement

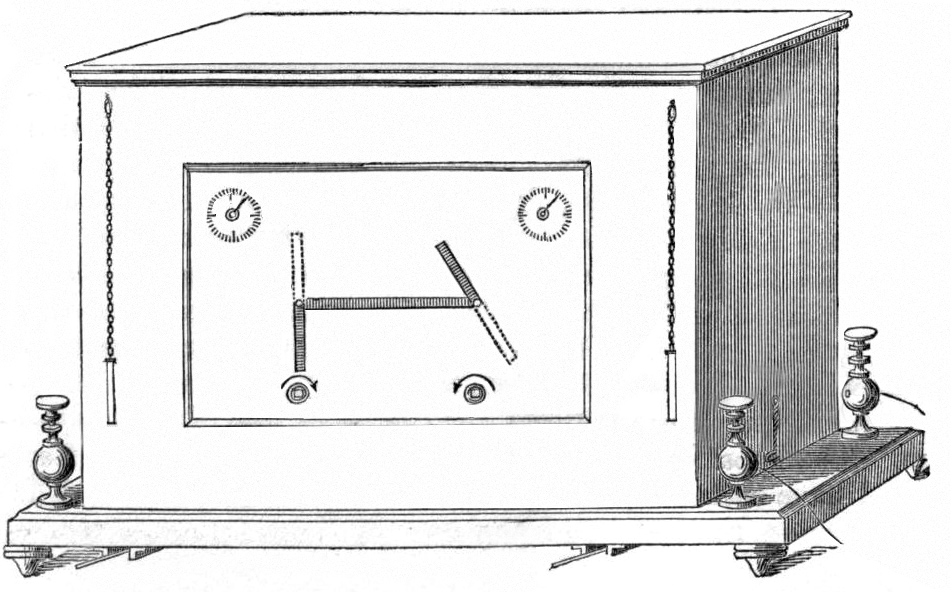
Le télégraphe Foy–Breguet affichant la lettre « Q ».

L'écran des instruments télégraphiques de Foy et Breguet est constitué de deux aiguilles pivotant chacune en son centre. Une moitié de chaque aiguille est colorée en noir et l'autre moitié en blanc. La partie noire des aiguilles est censée représenter les indicateurs du télégraphe Chappe. La partie blanche des aiguilles est ignorée. Une barre est marquée sur la plaque frontale de l'instrument entre les points de pivot des aiguilles. Elle est censée représenter le régulateur du télégraphe Chappe, mais dans le système de Foy et Breguet, elle est purement décorative : elle ne bouge pas. Chaque aiguille peut prendre l'une des huit positions possibles, se déplaçant par pas de 45°, ce qui donne un espace de code de 8×8 = 64 points de code.
Contrairement aux autres télégraphes à aiguilles, la force motrice qui fait tourner les aiguilles n'est pas fournie par le courant électrique de la ligne télégraphique. Elle est fournie par un mécanisme d'horlogerie qui doit être maintenu remonté. Les manipulateurs de remontage sont accrochées à des chaînes de chaque côté de la face de l'instrument. Il y a un manipulateur et un mécanisme séparés pour chaque aiguille. Lorsque l'on souhaite remonter le mécanisme, le manipulateur est attaché à un enrouleur carré situé directement sous chaque aiguille. Lorsque le courant est appliqué à l'une des lignes télégraphiques, le cran du mécanisme d'horlogerie correspondant est libéré au moyen de l'induit d'un électroaimant et l'aiguille avance de 45°. Lorsque le courant est coupé, la détente est à nouveau libérée et l'aiguille avance de 45° supplémentaires. Le courant est appliqué à la fois à l'instrument émetteur et récepteur, de sorte que l'opérateur émetteur puisse voir la transmission qui en résulte.

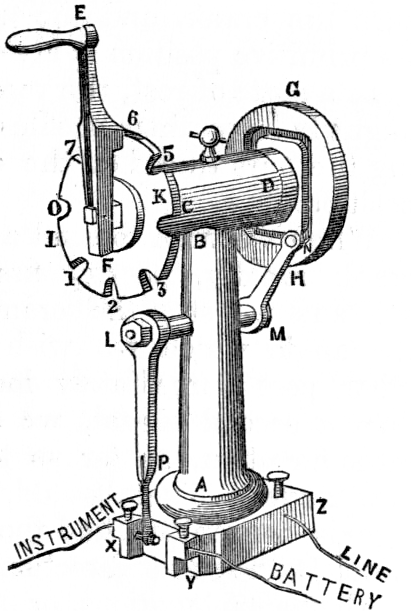
Un manipulateur d'opérateur montrant la manivelle et les encoches.

L'opérateur commande la transmission au moyen de deux manipulateurs. Chacun de ces manipulateurs est muni d'une manivelle qui peut être placée dans l'une des huit positions crantées correspondant aux huit positions possibles de l'une des aiguilles. Lorsque la manivelle est tournée à travers les encoches, la batterie est alternativement connectée et déconnectée de la ligne et de l'instrument local. Ainsi, le courant est alternativement appliqué et retiré du mécanisme qui fait tourner les aiguilles.
Un inconvénient du système de Foy et Breguet est qu'il n'utilise pas de répéteurs sur de longues distances. D'autres grands systèmes télégraphiques utilisent des relais à cette fin et des efforts sont faits pour appliquer cette technologie au système français. Néanmoins cela n'aboutit pas, ce qui signifie que le système français doit employer des opérateurs pour retransmettre les messages à certains endroits. L'exigence de fournir deux lignes ne peut pas être satisfaite, ou est trop chère à satisfaire, sur certaines routes. Un instrument à aiguille unique est développé pour répondre à ce besoin. Cet instrument est mécaniquement identique à la moitié de la version à deux aiguilles. En fait, il est possible d'utiliser un seul côté d'un instrument à deux aiguilles avec une seule ligne si on le souhaite. Le codage est le même sur l'appareil à une aiguille, sauf que les positions des deux indicateurs de chaque caractère sont envoyées séquentiellement au lieu d'être en parallèle. Cela réduit la vitesse de transmission à 16-18 mpm.

## Connexion avec l'Angleterre

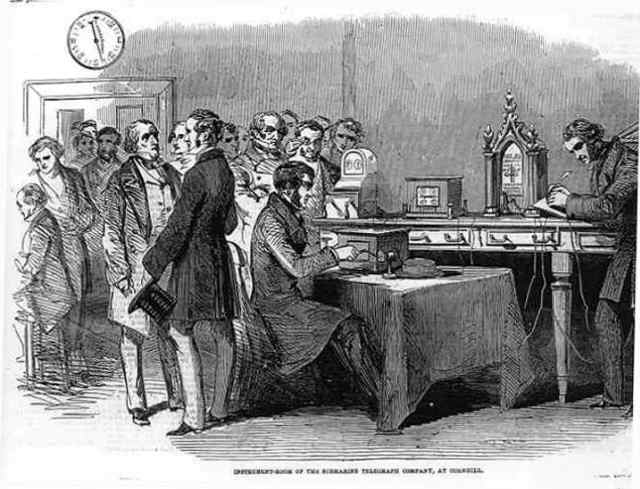
Le premier message est reçu par la Submarine Telegraph Company à Londres depuis Paris sur le télégraphe de Foy et Breguet en 1851. En arrière-plan, on peut voir le télégraphe Cooke et Wheatstone.

Un câble télégraphique sous-marin est posé d'Angleterre en France par la Submarine Telegraph Company (en) en 1851. Le Royaume-Uni utilise le télégraphe de Cooke et Wheatstone, qui possède un code différent. Cela signifie qu'à l'extrémité anglaise, il faut à la fois un opérateur de Foy et Breguet et un opérateur de Cooke et Wheatstone pour que les messages puissent être recodés entre les deux systèmes. Le système Foy-Breguet est plus rapide à envoyer et à lire (entre 24 et 46 mpm) que le Cooke-Wheatstone. L'opérateur de Foy-Breguet peut voir instantanément la lettre transmise à partir du motif visuel, alors que l'opérateur de Cooke-Wheatstone doit compter les pivots à gauche et à droite de l'aiguille unique.

## Retrait du télégraphe de Foy et Breguet
Pendant une décennie, la France maintient un mélange de systèmes de télégraphie optique et de télégraphie électrique sur son réseau. Le système de Foy et Breguet permet de transférer facilement les opérateurs des systèmes optiques aux systèmes électriques, bien que de nombreux opérateurs optiques, aussi appelés sémaphoriste, refusent de devenir télégraphistes lorsque leurs lignes sont modernisées. Les sémaphoristes sont en grande partie des travailleurs ruraux dans des stations isolées, habitués à assumer eux-mêmes les responsabilités liées aux réparations mécaniques. En effet, si l'équipement tombe en panne, ils n'ont plus les moyens d'appeler à l'aide. Les télégraphistes se trouvent dans des bureaux avec du personnel de gestion et de service sur place. Il leur est interdit d'effectuer toute sorte de réparation et leur travail nécessite davantage de paperasserie. Malgré ses avantages dans le contexte français, l'unicité du système français conduit finalement à son déclin,.
Dans les années 1850, alors que le trafic télégraphique international se développe, le fait d'avoir différents systèmes télégraphiques dans différents pays devient de plus en plus problématique. Les connexions directes ne sont pas possibles et des opérateurs doivent être employés pour recoder les messages traversant les frontières. Le code qui sera plus tard connu sous le nom de code Morse international est adopté dans plusieurs pays. Il est utilisé pour la première fois sur les chemins de fer de Hambourg et est conçu par Friedrich Clemens Gerke. Ce code est une version fortement modifiée du code morse américain (en) original et est connu sous le nom de « code Hambourg » ou « code Gerke ». Il est adopté en 1851 par l'Union télégraphique germano-autrichienne qui représentait de nombreux pays d'Europe centrale. En 1855, la France adopte à son tour le code et remplace le matériel télégraphique de Foy et Breguet par le système Morse.